# 剣の街の異邦人
『剣の街の異邦人』（つるぎのまちのいほうじん）は、株式会社エクスペリエンスが制作したゲームソフト。Xbox 360版及びPC版は『剣の街の異邦人 ～白の王宮～』のタイトルで、PlayStation Vita版は『剣の街の異邦人 ～黒の宮殿～』のタイトルで発売された。その後『剣の街の異邦人 ～白の王宮～』と同一内容で英語ローカライズと沖史慈宴による新規キャラクターデザインが追加されたXbox One版『Stranger of Sword City』が2016年3月24日に発売された。

## ストーリー・設定
『円卓の生徒』、『デモンゲイズ』と同じ世界の、剣の街『エスカリオ』を舞台とする。なお、時間軸としてはその二作品の中間に位置する。

## ゲーム内容
概要
エクスペリエンス開発の3DダンジョンRPGで、同社開発の円卓の生徒と近いシステムとなっている。
特徴的なシステムとしてはキャラの消滅(ロスト)、血統種という賞金首のようなモンスター、マルチエンドシステムなどがある。また、キャラメイクや職業(クラス)システムも特殊なものとなっている。
装備にはステータス制限がかかっているものが多く、表示されるステータス以上の値を持つキャラでないと装備できない。なお、この値は他の装備による上昇も加味した上でのもので、別の装備を外したことで必要な値を下回った場合、強制的に外れてしまう。
装備品の中には道具として使用することができるものもあるが、一度使用すると呪われて全機能が停止状態になる。呪いは拠点に帰還するとすべて解除される。特定のアイテムを使用することで戦闘中でも解除可能。
キャラクターメイキング
プレイヤーは最初に主人公の作成を行い、イベント後に自身の団員となる他のキャラを作成していく形になる。主人公を含め、最大16人まで可能。
名前・性別・容姿・ボイスは特にプレイに影響を与えないが、以下の項目はそれぞれに役割を持つ。
- 年齢：大まかに青年・中年・壮年で区切られており、年を経るごとに後述するボーナスポイントの最低値が増加するが、生命点の上限が減少してロストしやすくなる。壮年は青年の3倍以上の最低値を持つが、一度死んだだけで消滅する(主人公は除く)。
- 種族：パラメータの初期の特性値に影響する。無印・新釈共に、クリアまではBP加算分も含めて初期値＋20までしかステータスを上げられない。
- 才能：そのキャラ固有の特殊能力を得る。致死効果の回避・宝箱開錠やアイテム鑑定の確率アップ・BPに＋補正＆奇襲回避・隠しポイントの察知、などがある。また、新釈ではBPの期待値大幅アップ・生命点の上限増加、といった効果がある。
- ボーナスポイント：初期の特性値にある程度ポイントを割り振れる。割り振れるポイントはランダムで、再抽選は自由。当然、高いポイントほど出にくい。最大値は30。新釈で追加された新才能を使えば25以上も夢ではないが、それ以外では最低値の2倍でもかなりのレア。
- 素性：新釈で追加された項目。初期クラスに応じて、様々なクラスで習得できるスキルを1つ修得できる。才能同様、キャラ固有の能力でありクラスチェンジしても有効。習得できるのは装備制限解除系スキルや最下級の術・連続攻撃系スキル、防御・攻撃を補強するパッシブスキルがメイン。習得可能スキルは初期クラスのもの限定ではなく、別クラスのスキルもある。

なお、加入メンバーは全員異邦人、つまり人間であるはずだが、リウ曰く転移する際に外見や魂の種族が変化してしまう場合があるらしいとのこと。そのため、「99歳なのに若々しい（あるいはその逆）」「一見ジャージ姿の青年なのにエルフ」というデザインもできる。
クラス
職業。スキルを始めとする固有の特性を持ち、パーティ編成において非常に重要。
有料で転職が可能だが、いくつか制限がかかる他、実行するとレベルが半減する。しかし、HP・MPの半分が初期値に加算される(端数切り捨て)ので、ある程度育ててからの転職を繰り返すことでこれらを増加させることができる。無印では周回毎の転職回数に制限があったが、新釈では周回廃止とともに無制限となった。ただし、必要な費用は増えている(実行ごとに増加するが、10回以降は固定)。
転職後のクラスが術を使えないタイプの場合、MPの初期値は激減してしまう。ただし、新釈の場合、素性がスペルを使用可能にするものの場合はこの制限を受けない。
習得したスキルは転職しても失われず、スキルスロットにセットすることで、現在レベルに関係なく任意に使用可能。スロットの数は条件を満たすと増やすことができ、無印が最大16、新釈が10となっている。
装備品の適性もパッシブスキルとして種別毎で設定されており、これらをスキルスロットにセットすることで例えばサムライでも鈍器を装備できるようになる。
転職した場合、特性値はそのままだが、それまでに到達したレベルの最大値を超えた場合でないと上げることはできない。ただし、無印では2周目に突入するとその制限が撤廃される。
ファイター
戦士。強力な武具を装備するメインアタッカー。メインウェポンは重刃(斧、大剣)。
集中することで敵1列へ対象ランダムの連続攻撃がができる他、命中率が大幅ダウンする代わりに3倍のダメージを与えられるなど、非常に攻撃的。また、確率で致死レベルのダメージに耐えることができる。新釈では両手武器の二刀流スキルが追加された。
単体を相手にすることに特化しており、範囲攻撃は苦手。その為、範囲攻撃を得意として初期から二刀流が使えるサムライとの相性がいい。重刃は命中率が低めなため、バフ・デバフや装備で補う必要がある。新釈ではバフ・デバフ上限が大幅に抑えられたため、運用には注意が必要。
ナイト
騎士。高い防御力を持つ盾役。メインウェポンは軽刃(片手剣、ナイフ)や長柄(槍)。
他のキャラへの単体攻撃(連続攻撃込み)からかばうことができる。アクティブスキルであることと確率で失敗する場合があることに注意が必要。特定種族への特攻スキルも持っており、攻撃役としても有効。ただし、神族への特攻スキルはない上に使用時にはデメリットがある。
ロストがあるため、強力な敵の攻撃を対処するために重要なクラス。ナイトとは逆に回避を強化できるアサシン、サブの盾として使えるものがある鈍器の適性と致死ダメージ回避を持つファイター、致命を含む全状態異常を防ぐパッシブスキルを持つクレリックとの相性がいい。アタッカーとする場合はプレイヤーのセンス次第。
同社の他の3DダンジョンRPGではほぼ必須に近いクラスであるが、かばう能力は防御している状態とは扱われず、新釈では後述するガードカウンターの発動を妨げるので重要度が下がっている。
サムライ
侍。範囲攻撃や二刀流を使いこなす汎用アタッカー。メインウェポンは異刃(短刀、刀、大刀)。レベルアップにより、長柄や弓も扱える。
威力は下がるが列単位の敵全部に攻撃を仕掛けるスキルや、自分が被弾・死亡するリスクがあるが連続で攻撃を叩き込めるスキルを持つ。初期から片手武器を非利き手にも装備できる二刀流を覚えるため、基礎攻撃力も高め。新釈では両手武器の二刀流スキルが追加された。一方、盾の枠を武器で潰すことが多く防具も中装までで防御力が低めの上に、ダメージを回避するスキルを持たない前衛のため、単独の致死率が一番高い。
異刃は命中率も威力も中程度であるが、確率で相手を即死させる効果を持つものが多い。長柄や弓は後列の方までグループ攻撃を届かせるのに一役買う。ちなみに、このグループ攻撃は敵のかばうスキルを無視できるため、盾役を潰すのにも便利。どの物理アタッカーと合わせても大体機能する。
ニンジャ
忍者。高回避率の特殊攻撃使い。メインウェポンは軽刃や異刃、拳刃(ナックル、カタール)、特器(投擲武器)。
隠れることで防御無視攻撃を放ったり相手の身動きを封じたりができる。パッシブスキルにより、確率で攻撃が1回増える・魔法や全体攻撃を含めたあらゆる攻撃を確率で回避できる、といった便利な効果も発揮する。新釈では、身動きを封じるスキルが見切りを発動不可にする機能も持つ。
メインウェポンは攻撃力が低めだが状態異常付与を持つものが多いため、防御無視スキルに加えてサムライの範囲攻撃を覚えると便利。防御無視攻撃は命中率も増加するため、ファイターの重刃も相性がいい。
上記の通り、新釈において敵に追加された見切りは、身動きを封じるスキル「影縫い」で無力化できるため、相対的に価値が増している。
レンジャー
弓兵。後列からの高命中率アタッカー。メインウェポンは弓、特器。
集中が必要だが必中＆威力2倍となるスキルや、集中なし且つノーコストで連続攻撃を撃てるスキルを持つ。その効果は弓・特器に限定されるものがあるので注意が必要。集中を、被弾しない限り維持できるものへ変更するスキルを持つが、被弾せずにいるのがなかなか難しいので良し悪し。
レベルアップするとスキル習得によって強制的に全ての集中が維持タイプのものに変更されてしまうため、これをどうするかによって対処が異なる(クラスチェンジすればこのスキルを着脱できる)。使う方向なら強制回避スキルを持つニンジャを経るなど工夫が必要。
クレリック
僧侶。ヒーラーにしてサブアタッカー。メインウェポンは杖、鈍器。ちなみにウィザード共々、他のクラスに頼らず盾を装備可能になれる。杖はスペルの効果を増強する効果が豊富で、補助武器である杖もあるので、盾とどちらを装備するかはプレイスタイル次第。
あらゆる回復と補助のエキスパートだが、デバフ・攻撃力強化・バリア系魔法はウィザード担当。死者蘇生は不可。また、MPを回復できるスキルを持つため、総じて継戦能力が高い。習得スキルの終盤で覚える状態異常耐性は、即死攻撃やオーマの波動すら耐えるので、このためだけにクラスチェンジする価値がある。
MP回復能力がクレリック系スペルの威力にかかわる神秘性の他に、ウィザード系スペルにかかわる知力にも依存するため、ウィザードとの相性がいい。また、ダンサーの士気を回復するスキルは神秘性・運依存なのでこちらも担当すると無駄がない。
ウィザード
魔術師。スペルアタッカー。メインウェポンは杖。
火・氷・雷の魔法を操る他、バフの一角を担う。また、任意のスペルを最大3連続発動することも可能。MP無消費で敵1列に放てる特殊攻撃もあるが、使用毎に威力が低下し、HP消費を伴う。新釈ではHP消費が無くなった代わりに、連続使用ができなくなった。
MPが尽きると身を削る以外の道がないので、クレリックによるMP回復やアサシン、ダンサーなどのスキルによるサポート手段を充実させたいところ。また、新釈で追加されたクロッカーの連続行動スキルを使うと、同じスペルを最大6連射できる。
ダンサー
踊り手。特異なスキルを操る物理系汎用職。同社他作品の格闘家系クラスの特性も併せ持つ。
歌による士気向上や射程無制限化、アイテムの連続使用、集中からの連続攻撃、と多様なスキルを覚える。新釈では乱された隊列を戻すスキル(乱されていなければその後のそれを一度だけ防ぐ。重複不可)が追加された。
連続攻撃は総合的な期待値でファイターのそれを上回る単体攻撃で、射程も事実上レンジャーと同様、と物理職としてはかなり強力なスキル構成だが、スロット未使用での装備制限はニンジャとほぼ同等。
多様な有用スキルを持つが特化性に欠けるため、クラス同士の中継ぎとして経由されることに向く。特に新釈では見切りの影響を抑えるために別枠の連続攻撃の存在は重要。
クロッカー
刻使い。行動順や速度をコントロールできる汎用職。新釈で追加された。
一部除く行動の回数の任意での増幅、敵の行動順や命中・回避率を下げる、ターンスキップなどのスキルの他、レベル2までのウィザード・クレリック両方のスペルを扱える。
行動増幅系は先制発動タイプは行動制限のペナルティがつくが、単発より確実にもう1回分の効果が増す(先制発動できないものは制限なしかつ行動回数2倍)。その為、どの職でも非常に有用。
ターンスキップは神気スキルとターン終了処理(自動回復込み)を除く全員の行動一切を封じるもので、ボスが使う特定ターンでの行動を封じることができるという凶悪な特性を持つ。
一方、攻撃スキルは一つも覚えず、スペルも2系統両方とはいえレベル2までなので器用貧乏。命中の伸びがいいので、これとして育成するのであれば重刃などと相性がいい。
このクラス向け装備として「刻使いの鎧」系や「クロックギア（装飾）」系がある。このクラス向けに追加された鎧は重さに拘わらず高めの命中補正を持ちクロックギアはAGIを上昇させる効果を持つが、それぞれ高めの特性値が必要な為、専用のキャラメイクが必要。
人形使い
そのまま人形使い。敵を操作して戦う特殊職。新釈で追加された。
武器を一切装備できず、任意の敵を操作して攻撃する(攻撃力は敵の能力及び運依存)。また、変わった特性を持つ暗示系スキルを持つ。
暗示は、1度の戦闘で基本的に各1回のみ、1体の敵に1度限り、最速行動且つ必中で強力な行動や能力の抑制を強いることができる。全ての暗示を使用後にしか使えず同一の敵に使用できない制限は解除されないが、再使用を可能にするスキルもある。その特性上、再使用化スキルはクラスが人形使いでないと使えない。魔法のような力だが、MPを消費しない。
防具が軽装しか装備できないなどスキルと合わせて非常に癖がある一方、新釈で追加された新システムとの相性が非常にいい。
戦闘力に影響するのが運だけなので、ダンサーの歌や状態異常付与といった運に依存する要素との相性がいい。また、武器を使えないということは武器を装備しなくてもいいということでもあり、鈍器・盾適性を与えて堅牢にすることもできる。
フリーマン
自由人。ギルド内で活動することのみに特化した特殊職。新釈で追加された。
パーティに参加させることはできない代わりに、レベルが上がるとギルド施設を利用しやすくなっていき、習得するスキルの効果は最大10人分(つまりメインパーティ6人除くすべての枠一杯)まで重複する。
レベルアップに伴いギリウスに気に入られたりするので、ギルド内の業務を担当していると思われる。ただし、このクラス対応として追加されたポートレートはジャージ姿の青年とパジャマ姿の女性と、どちらかというと無職を思わせる。
なお、他のクラスからフリーマンになるとレベルがリセットされてしまう。
血統種
いわゆる賞金首。倒すと報酬と純血晶というアイテムがもらえる。
ターゲットによって場所と出現条件が決まっており、おおよその情報は情報メニューで確認できる。また、ギルド内の施設で情報が得られたりもする。
一度倒しても戦闘を繰り返していると魔石(ダンジョン内の中継ポイント)に寄生する形で蘇生する。この間、該当の魔石は使用不可となる。ダンジョンごとに出現する血統種は固定で、出現場所は常に同じ。同時に再出現するのは最大3体までで、同じダンジョンに1体まで。4体目が出現する場合は古いものから消える。
純粋なるお邪魔要素であったが、新釈では魔石制限が撤廃され、倒すとスキル枠拡張アイテムかステータス強化アイテムのいずれか1つが確実に入手できるお得な要素と化した。
基本的に純血晶をその身に宿したモンスターだが、何かのきっかけで純血晶を入手した人間もこの存在になりうる。この場合でも他の血統種同様に倒されても何度も復活するため、もはや人間の枠から外れてしまっていると思われる。
討伐チャレンジ
新釈で追加された新システム。
血統種に目標レベルが設定され、初回撃破時のみ全員がこのレベル以下で倒すことで報酬が追加される。
目標レベルを超えている場合、任意でその戦闘の間だけレベルを目標値まで下げることができる。この場合、修得レベルが目標レベルを上回るスキルは使用できなくなる。HP・MP以外のステータスはそのままなので、装備品はそのまま。
復活した血統種には討伐チャレンジは適用されない。
神気スキル
他シリーズでいう所のユニオンスキル。士気というポイントを消費する。
修得には純結晶が必要で、段階が進むごとに必要数が多くなる。また、士気の上限も増加する。習得するだけで特定の効果を得ることができるものもある。新釈ではさらにギルドでの装備強化上限が増加する。
光・闇・中立の3系統があり、段階ごとにそのいずれかしか習得できず、後で修得しなおすこともできない。新釈ではクリア後に3回まで振り直せる。
従来通り各スキル3段階まであるが、ツリー進行に合わせて再取得する形でしか強化できない。
本作のストーリー進行は神気スキルの修得によって発生するようになっており、定期的に血統種の撃破と神気スキルの習得を繰り返していく形となる。
他にも、習得するスキルの属性はマルチエンドのルート選択も兼ねており、最も純結晶を投入した属性のルートに決まる仕様となっている。
待ち伏せ
ダンジョンの特定のポイントで、宝箱を持った輸送部隊を襲撃し、そのアイテムを奪い取る。士気を消費することで行える。
宝箱のランクとレリーフのデザインで入手アイテムの種類を大まかに把握した上で襲撃することができる。
5回まで見逃してアイテムを選別できるが、見逃すたびに敵のレベルが上昇して先制攻撃を食らう確率が増える。先制攻撃を食らわない場合、逆に確定で先制攻撃できる。初回であれば確実にこちらが先制攻撃となる。
実行するたびに、ダンジョンを出るまで待ち伏せに必要なポイントが上昇する。新釈では上昇量が抑えられた。
ユニークアイテムの入手方法は主にこれであるが、新釈では一度入手すれば通常の戦闘のドロップでも入手できるようになった。
敵側にも待ち伏せ機能が追加されており、特定のポイントに行くと「恐ろしい気配がする」と警告が出て、無理に進むかお供えをしてやり過ごすかを選択できる。無理に進んだ場合、奇襲される。
生命点
生命力を示す値で、デフォルトの最大値は3で、新釈では才能込みで最大5。
死亡すると1減少し、すべてなくなるとそのキャラはロストしてしまう。ロストしたキャラは当然再登場させることはできない。
回復するにはアイテムを使用するか療養させる必要がある。
アイテムの場合、非常に貴重だがコストなしと比較的簡単に手に入るが生命点の最大値が1減少してしまうものとがある。逆に、最大値を増加させるアイテムはない。
ギルドの施設で、蘇生及び療養ができるが、無料だが時間がかかるパターンと即時回復できるが大金を必要とするパターンがある。なお、費用はキャラの強さに比例し、療養の方が多い。無料の場合は無視できない程度の時間が必要なため、完了するまで雑魚を相手にするか予備人員を育てておくかする必要がある。
新釈ではフリーマンのスキルで必要期間を短縮できるようになった。
ガードカウンター
新釈で追加された新システム。プレイヤーのみが使用できる。
後衛は杖・弓を装備した状態で魔法攻撃を、前衛はそれ以外を装備している状態で物理攻撃を、防御状態で受けると、初回のみ確実に、それ以降は50％の確率で発動する。素手や呪われた武器では発動しない。ブレスなどの特殊攻撃は未対応。
発動すると、その敵に対して射程無視・必中・高確率で気絶するカウンターを放つ。この攻撃は物理属性であるため、物理無効の敵には属性武器が必要。
気絶状態はボスを含むすべての敵に対して有効であり、回避や後述の見切りを封じることができる。
狙いを外すと1ターン無駄にしてしまう上に防御が脆弱ならそのまま殺される危険があり、プレイスタイルや育成次第では無暗に狙わず速攻する方がいい場合がある。
見切り
新釈で追加された新システム。一部の敵のみが使用する。見切り持ちの敵にカーソルを合わせると赤く点滅する。
見切り持ちには同じ攻撃はその戦闘中は原則1回しか使えず、2回以降は確実に無効化された挙句に射程無視・必中の反撃が飛んでくる。
範囲攻撃の途中で発動した場合、そこで攻撃が中断してしまう。言わば敵用ガードカウンターであるが、気絶付与の効果はない。
パッシブスキル扱いであり、ニンジャの影縫や人形使いの暗示・忘によって封じることができる。特に暗示・忘は通常攻撃を強制するもので、ガードカウンターも狙うことができる。
聖地
新釈で追加された、クリア後に挑むことができるダンジョン。
光・闇・中立の3つが存在し、それぞれ一度クリアするまで該当属性の神気スキルしか使えない。また、魔石はない。
クリアすると特性値上限及び全ての敵のレベルが＋10される。また、該当する属性のエンディングを見ることもできる(終了後にラストダンジョンにジャンプ)。
Sクラスの装備を入手可能だが、最上位装備品のドロップ率は低め。
その他、新釈との差分
- スペルなどによる命中・回避値補正の変動範囲が99から基本値±10までとなった。
- 麻痺の影響がスキル禁止からスキル使用時に修得レベル比例のダメージを受ける仕様に変更(全域マヒ状態である氷結の廟も同様)。また、ダメージゾーンによるダメージが大幅に上昇した。
- 自動移動に当たって、仕掛けを考慮してルート選択をするようになった。
- 魂の器というアイテムが登場し、イベントをクリアすることで所持している器によって中立エンドに2種のシーン追加が発生する。器は2種類あり一方しか所持していられないが、入手場所で任意に取り換えることができる。上記の聖地でのエンディング時に取り換えておくことで両方見ることができる。
- 特性値を増加するアイテム追加。
- 不死・精霊への特攻付与スキルが単体に変更。
- 通常の敵が宝箱をドロップするようになった。宝箱はレリーフなしとなっており、それまでに入手したアイテムから選ばれる。
- 売却したアイテムは店に陳列される。ランダム要素は購入時に抽選される。
- ショップで装備品を強化できる。強化に必要なのはお金のみで、ユニークアイテムでも可能。
- ムミックは単なるイベントキャラに変更。
- 周回要素削除。
- ユニークアイテムの1周回1個制限が撤廃。ただし、入手するごとにドロップ率が下がる(売却しておくことで影響を軽減できる)。

## 登場人物
主人公
原因不明の旅客機消失に遭い、エスカリオに流れ着いた異邦人。純結晶を血統種から奪い取れる「選ばれし者」であり、新規チームの団長として活動する。
種族はヒューマン、才能は選ばれし者で固定。その他の項目は自由に設定可能。
全く生命点が減らないという特性を持つ。これは才能「選ばれし者」の効果であるが、他の選ばれし者はこのような特性を持たず、別に理由がある。
瞬く間に他の選ばれし者のチームを凌駕する戦果を挙げて行き、各陣営のトップから強い信頼を得るようになる。
なお、最終的に生存する異邦人はリウと主人公とそのチームの最大17（＋1）人だけである。

### 異邦人ギルド
異世界から来た異邦人である冒険者が所属するギルド。異邦人たちの冒険の拠点となる。
トウジ
ギルドの団長。ある日行方不明となってしまった。
白の宮殿がらみで再登場するが、それがカットされている新釈では登場することはない。
リウ（月貞 理羽）
声 - 三浦綾乃
異邦人ギルドの代表を務めるギルドの副団長。
現代へ帰還する方法を模索している。
純結晶をその身に宿す「器の者」の一人であり、中立の神であるドラゴンの長ペイデの代理人。それを示すように、背中にはドラゴンの姿の文様が浮かんでいる。他の器の者と違い、精神面にその影響を受けた様子はあまりない。
なお、前作でその地位にあったオブリスは引退した様子。どうなっているかは不明であるが、その鱗によって作られた武具は本作最強を占めている。
中立ルートでは、新たなる支配者は生まれることなく異邦人たちが全員元の世界へと帰る結果となる。また、エスカリオの地は本来光と闇のバランスに違反するものであったため、異邦人の帰還とともにドラゴンによって焼き尽くされた(歴史書がつづられているため、生存者はいた模様)。
キョウ（維光 響）
声 - 平辻朔耶
「選ばれし者」の一人。
当初は先輩風を吹かせつつも落ち着いた物腰であったが、その内面には功名心や好戦性、承認欲求を抱えており、主人公が注目されていくと激しい対抗意識を見せるようになる。
やがて、その感情が爆発して主人公に決闘を挑むも敗北し、ギルドを去る。しかし、それでも暴走は止むことがなく、悪しき存在から受け取った人の魂を糧に動く機械竜にチームメンバーを食わせて使役し、改めて襲い掛かってくる。
実はトウジを殺害と蘇生の繰り返しによって消滅に追いやった張本人であり、その記憶を持つドランサークの手で同じやり方で消滅に追いやられた。
新釈の追加イベントによって再度復活する機会を得るが、暴走した精神は完治せず兵士に身を置いて紛争地帯で嬉々として戦っている。
アンナ（来栖 アンナ）
声 - 中上育実
キョウと同じ「選ばれし者」の一人。
戦闘力は高くなく、ニンジャを主体とした斥候として活動している。飄々としているが何としても帰還したい意思もあって真面目なところもある。
主人公が掴んだ王宮の暗部を調べようとするが、ヘルガたちに見つかって一度殺害されてしまう。この時点で生命点がギリギリになってしまい、リウたちに言われて療養する。
しかし、度々抜け出していたため生命点は回復しないままだった。折悪く、ギルドがモンスターに襲撃される事件が発生して死亡。とうとう生命点が尽きて消滅してしまう。
彼女は些細なことで母親と喧嘩したままエスカリオに飛ばされており、母親と仲直りすることを望んでいた。新釈での追加イベントで復活した際は、無事母親と再会することに成功する。
グルルバ
声 - 竹内裕美
居住区の管理を任せられているミグミィ族の女性。
ギルドに所属する冒険者の食事など、身の回りの世話などをしている。
ギリウス
声 - 遠野志貴
ギルド内で商店を営むドワーフ族の男性。

### 王宮
エスカリオの事実上の統治機構。
光の精霊を奉じる神官と、エスカリオの治安を守る王宮騎士団でなりたっている。
マリリス・クライバウム
声 - 氷上恭子
光の精霊を奉じる神官で、エスカリオの実質的な統治者。
おだやかな性格で異邦人の良き理解者。
「器の者」であり、光の精霊神フェニックスの代理人。フェニックスは端末であったマァリンの影響を受けたのか、今も円卓の騎士団長エクスに強い執着心を抱いている。その思いから、彼の死体をいずこかに保管し、時折その体を愛でに行くという奇行に及んでいる。なお、その場所に繋がった場所の守護者の名前が「リスリマ」というマリリスのアナグラムとなっているが関連は不明。
また、マリリス自身の意志としてエスカリオの治安維持のためとはいえ、フェニックスの加護により強い魔力を帯びているエクスの死体から、麻薬同然の危険な薬物を生成し、スラムに卸している。
光ルートにおいて、自身の腹心として主人公の帰還を拒む。しかし、ある理由によりエスカリオで生活する内に主人公の魂は闇に染まり、新たな魔王となってしまう。そして、自分のわがままでこのような事態を引き起こしてしまった絶望により、彼女はその命を絶った。それ以外のルートでは黒幕の手に堕ちて主人公に倒されるなど、いかなる可能性においても救われない。
ヘルガ・ヒルブラス
声 - 秋奈
王宮騎士団総長。
真面目で融通の利かない堅物。マリリスの秘密の行いを知っている。
アンナを消滅に追いやってしまった一因であることを気にしているらしく、王宮の深部に進むための鍵を主人公に渡している。

### メデル商会
異邦からの降下物が蓄積するスラム街を仕切る商会。
アルム・メデル
声 - 田村マミ
エスカリオのスラムを支配するメデル商会の若き当主。スラムに生きる弱者たちにいい暮らしをさせてやりたいと考えるなど根は善良で、マリリスとも親しくしている。
生来の虚弱さから自分の体を憎んでおり、異邦の機械技術に憧れている。機械技術によって作った呼吸器によって体調を維持している。
「器の者」であり、闇の精霊神オル=オーマの代理人。終盤、その意識が顕在化するも、弱者が生きていける世界を作るという意思に変わりがなかった。そもそも、世界を闇に染めようとはしても支配地でアンデッド化した人間に対して特に手出しをしていないなど、オル=オーマ自体が圧政を敷くタイプではない。
実はアルム・メデルという名前はオル=オーマが後述の老人から奪ったもので、本来の名前は不明。
闇ルートでは、新たな闇の神として君臨し、主人公とともにその家系は繁栄を極めたという。
レイネーリア・ディースリン
声 - 中恵光城
アルムに側近として仕えるエルフ族の女性。病弱なアルムの手足となり、商会を切り盛りしている。
普段は丁寧な対応だが、キレるとガラの悪さが露呈する。
ヘルガと違い、アンナのことは気にしている素振りはない。

### その他
謎の老人
声 - 比嘉良介
自身を名前を失った者と名乗る謎の老人。たびたび主人公たちの前に現れる。
その正体は、円卓の生徒でオル=オーマ討伐後の円卓の騎士団と戦った冥府の王「ルキフェル」。
オル=オーマを差し置いて新たなる神となるべく儀式を行おうとするも、中立を司るドラゴンの怒りを買ってその魂を半分に引き裂かれた。挙句、真の名である「アルム・メデル」を力の大部分共々オル=オーマに奪われ、現在の老人の姿に堕した。
彼の魂の半分はどういう経緯かは不明であるが主人公に宿っており、それが主人公の生命点が減らない真の理由となっている。その為、主人公を殺害してその魂を回収しようとしつこく介入してくる。
最終的には元の世界に帰還しようとする主人公の前に立ちふさがるも、中立ルートではドランサークに、それ以外では主人公に敗れ、いずこかへと消えた。しかし、エンディング後にペイデが用意した試練の舞台に介入してくるなど、完全に消滅したわけではない。
エスカリオの地は彼が儀式のために用意したもので、消滅した異邦人の魂を動力としている。
ドランサーク
声 - 新垣樽助
雪と森の廟で目撃されている正体不明の黒衣の騎士。高い戦闘力を持つ。主人公の資質を見定めようとしている様子。
その正体は、消滅した異邦人の魂の成れの果てである蝶が集まってできた存在。そのため、生前の記憶を一部引き継いでいる。
カロン
声 - 新垣樽助
かつて円卓の騎士と戦い、敗れた亡者。
ムミック
ミミックの長老的な存在。手がかなり多い。レアアイテムのコレクターで、その造詣は深い。

## 開発
当初は角川ゲームスとエクスペリエンスが共同開催した「EXP COLLABORATION KICK OFF MEETING 2012」にて両社の協同プロジェクト「DRPG progress」の第3弾タイトルとして発表されたが、諸事情でエクスペリエンスが開発・販売を共に行うことになった。

## 参考
剣の街の異邦人 公式サイト